# Балицкий, Всеволод Аполлонович
Все́волод Аполло́нович Бали́цкий (27 ноября [9 декабря] 1892, Верхнеднепровск, Екатеринославская губерния — 27 ноября 1937, Москва) — деятель советских спецслужб, комиссар государственной безопасности 1 ранга (1935). Народный комиссар внутренних дел Украинской ССР (1934—1937). Расстрелян в «особом порядке». Признан не подлежащим реабилитации.

## Биография
Родился в семье бухгалтера. По национальности украинец. Окончил 8 классов гимназии в Луганске (1912). Учился на юридическом факультете Московского университета (не окончил), вольнослушатель Лазаревского института восточных языков. В 1913 году вступил в РСДРП, меньшевик, в 1915 году перешёл к большевикам. В 1915 году был призван в Русскую императорскую армию, окончил Тифлисскую школу прапорщиков.
В феврале 1917 года был избран председателем полкового комитета 114-го запасного полка. С октября 1917 года — председатель Совета солдатских депутатов в Тебризе. В апреле-июле 1918 года — член Комитета РСДРП(б) Гурии и Мингрелии. С 1918 года на нелегальной работе в Грузии, арестовывался грузинским правительством. Был откомандирован Кавказским крайкомом РСДРП(б) в Москву, по дороге арестован германскими войсками; бежал.
В органах ВЧК-ГПУ-НКВД с декабря 1918 года: член коллегии Всеукраинской ЧК (ВУЧК) и заведующим отделом. В 1919 году — заведующий секретариатом ВУЧК, в сентябре 1919 года непродолжительное время был председателем ВУЧК в Гомеле. В сентябре—октябре 1919 года — председатель революционного трибунала Гомельского укрепрайона. В октябре 1919 года был назначен председателем Украинской организационной комиссии, затем — политинспектором ВЧК. С ноября 1919 года — председатель Волынской, с декабря 1919 года — Киевской ЧК и одновременно полпред ВЧК в Правобережной Украине. В 1920 году — врид. начальника тыла, председатель трибунала Юго-Западного фронта.
В 1920—1921 годах — заместитель председателя Центрального управления чрезвычайных комиссий. С апреля 1921 по март 1922 год. — заместитель председателя и командующий войсками ВУЧК. С июля 1922 — заместитель председателя, в 1923—1931 годах — председатель ГПУ Украины и одновременно с 1924 по 1930 год — нарком внутренних дел УССР. В 1931—1934 годах — заместитель председателя ОГПУ при СНК СССР.
В ноябре 1932 года был направлен особоуполномоченным ОГПУ на Украину, где в это время был голод, с задачей «безусловно выполнить план хлебозаготовок». С 21 февраля 1933 года — полпред ОГПУ по УССР и председатель ГПУ Украины, в 1934—1937 годах — нарком внутренних дел УкрССР.
10 марта 1933 года Политбюро ЦК ВКП (б) приняло постановление: «Предоставить право рассмотрения дел по повстанчеству и контрреволюции на Украине с применением высшей меры социальной защиты тройке в составе тт. Балицкого, Карлсона, Леплевского». Как отмечает историк Юрий Шаповал, вместе с Постышевым Балицкий объехал голодающие районы Украины и предпринимал на местах решительные и жёсткие меры — это позволило ему впоследствии говорить в узком кругу, что его вместе с Постышевым послали спасать Украину, которую в его отсутствие довели до гибели.
26 января—10 февраля 1934 года делегат XVII съезда ВКП(б).
Постановлением ЦК ВКП (б) от 8 мая 1937 года был переведён с должности наркома внутренних дел УкрССР на должность начальника УНКВД Дальневосточного края. Один из организаторов т. н. «удара по право-троцкистскому подполью» на Дальнем Востоке.
С 1 сентября 1930 года член ЦКК ВКП (б). Член ЦК ВКП (б) (1934—1937). Выведен из состава членов ЦК ВКП (б) постановлением пленума ЦК ВКП (б) 23—29 июня 1937 г. «в связи с показаниями осужденного Якира Й. Э. о причастности Балицкого к военно-фашистскому заговору».
7 июля 1937 г. был арестован в служебном вагоне по ордеру № 15, подписанному Н. И. Ежовым. В своем заявлении от 17 июля 1937 г., а также письменных «показаниях», данных Л. Н. Бельскому, Н. Г. Николаеву-Журиду и М. А. Листенгурту, 26 июля, 17 и 28 августа, 14 и 27 ноября 1937 г., Балицкий «признал себя виновным в участии в военно-фашистском заговоре» и на допросе 26 июля 1937 г. назвал в качестве лично им завербованных подчиненных по НКВД УкрССР Иванова В. Т., Бачинского Н. С., Письменного Я. В., Мазо С. С. и Розанова А. Б., а также комбрига Д. А. Шмидта в качестве «помощника в организации вооруженного выступления». Внесен в Сталинские расстрельные списки от 1 и 13 ноября 1937 г. по 1-й категории («за» Сталин, Каганович, Молотов, Ворошилов). 27 ноября 1937 г. осужден в «особом порядке». Расстрелян в тот же день вместе с Ф. Д. Медведем. Место захоронения — «могила невостребованных прахов» № 1 крематория Донского кладбища.
По заключению Военного суда Московского военного округа от 1 апреля 1998 года был признан не подлежащим реабилитации.

## Семья
Жена : Балицкая (Четверикова) Людмила Александровна. Родилась в 1894 г. в г. Харьков; русская; образование незаконченное высшее; б/п; домашняя хозяйка. Проживала: г. Москва, ул. Ю.Мархлевского, д. 9, кв. 7. Арестована 17 июля 1937 г. Внесена в список «Москва-центр» от 27.10.1937 г. по 1-й категории («за» Сталин, Молотов, Каганович, Ворошилов). Приговорена к ВМН в «особом порядке» 28 октября 1937 г. по обвинению в том, что, «будучи осведомленной об антисоветской деятельности мужа, не сообщила об этом органам власти». Расстреляна 28 октября 1937 г. Вместе с ней в одной группе осужденных в ОП были расстреляны видные чины НКВД УкрССР Н. С. Бачинский, А. И. Евгеньев-Левин и Е. Д. Элькин. Место захоронения — Московская обл., спецобъект НКВД «Коммунарка». Реабилитирована посмертно 30 июня 1992 г. Прокуратурой РФ.

## Участие в судьбе А. С. Макаренко
Видный немецкий макаренковед проф. Гётц Хиллиг одним из первых обратил внимание научной общественности на огромную роль, которую сыграл в судьбе А. С. Макаренко В. А. Балицкий, не без участия которого беспартийный А. С. Макаренко был назначен руководителем коммуны им. Дзержинского (в 1927 г.), а после критики со стороны Н. К. Крупской и последующего снятия в 1928 г. с должности заведующего Колонией им. Горького остался в качестве руководителя чекистского учреждения… Ныне достоверно известно и что В. А. Балицкий лично вычеркнул фамилию А. С. Макаренко, на которого уже были собраны «показания о контрреволюционной деятельности», из дела Л. С. Ахматова (1937 г.), что дало возможность А. С. Макаренко с семьёй вовремя убыть в Москву. Труды Антона Семёновича, соответственно, не были изъяты из библиотек и уничтожены (как произведения «врага народа», что, к примеру, произошло с произведениями М. С. Погребинского о Болшевской коммуне), Макаренко успел дополнительно написать и издать ещё какие-то произведения, встречаться с читателями и пропагандировать свои взгляды и т. д.

## Объекты и учреждения, названные в честь В. А. Балицкого
В честь Балицкого (до 13 июля 1937 года) был назван
- киевский стадион «Динамо», открытый в 1936 году.

Имя Балицкого в 1936—1937 годах носили:
- клуб работников НКВД в городе Сталино (теперь Донецк)
- шахта № 9 имени В. А. Балицкого в г. Перевальск Луганской области.
- Коммуна им. В. А. Балицкого, размещавшаяся в с. Ладан Прилукского района Черниговской области.

## Награды
- Орден Красного Знамени (Приказ РВС СССР № 148 от 1922 г.) (лишен Постановлением ЦИК СССР от 27.11.1937);
- Орден Красного Знамени (07.09.1926 за участие в авиаперелёте Москва — Тегеран — Москва) (лишен Постановлением ЦИК СССР от 27.11.1937);
- Орден Красного Знамени (3.4.1930) (лишен Постановлением ЦИК СССР от 27.11.1937);
- Орден Красной Звезды (14.02.1936 «в ознаменование 15-летней годовщины пограничной охраны Народного Комиссариата Внутренних Дел Союза ССР, за выдающиеся заслуги по охране границ социалистической родины, бдительность, беспощадную борьбу с классовым врагом и героические поступки, проявленные частями пограничной охраны, бойцами, командирами, политработниками и колхозниками пограничных районов, и достижения в деле боевой и политической подготовки частей пограничной охраны Народного Комиссариата Внутренних Дел») (лишен Постановлением ЦИК СССР от 27.11.1937);
- Орден Трудового Красного Знамени УССР (25.07.1931)
- знак «Почётный работник ВЧК—ГПУ (V)» № 30
- знак «Почётный работник ВЧК—ГПУ (XV)» (20.12.1932)